# Lijst van Vlaamsche Filmkens (1930-1942)
Deze lijst bevat een opsomming van de Vlaamsche Filmkens uit de periode 1930 -1942.

## Lijst gerangschikt volgens nummer

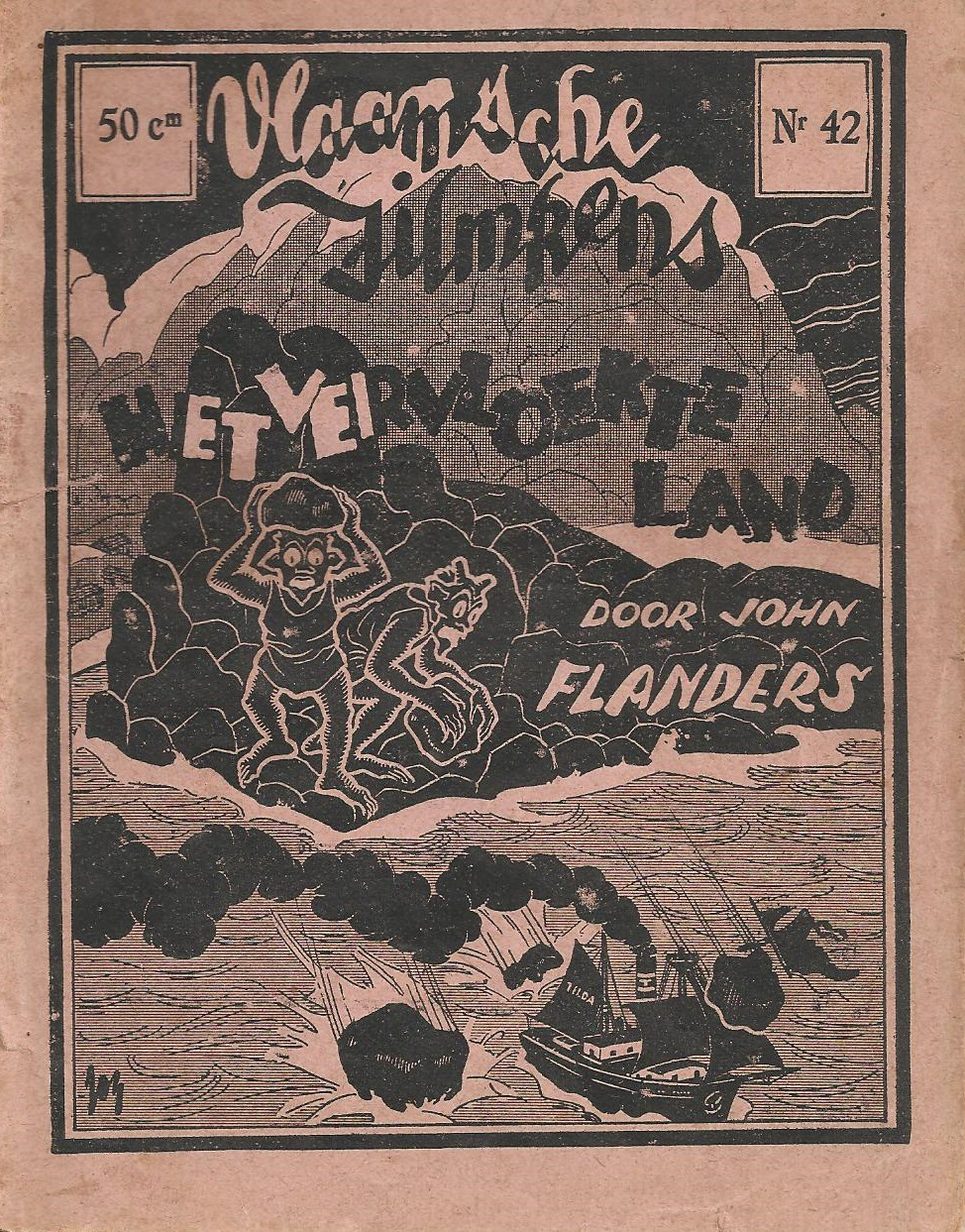
42 Het Vervloekte Land (1931)

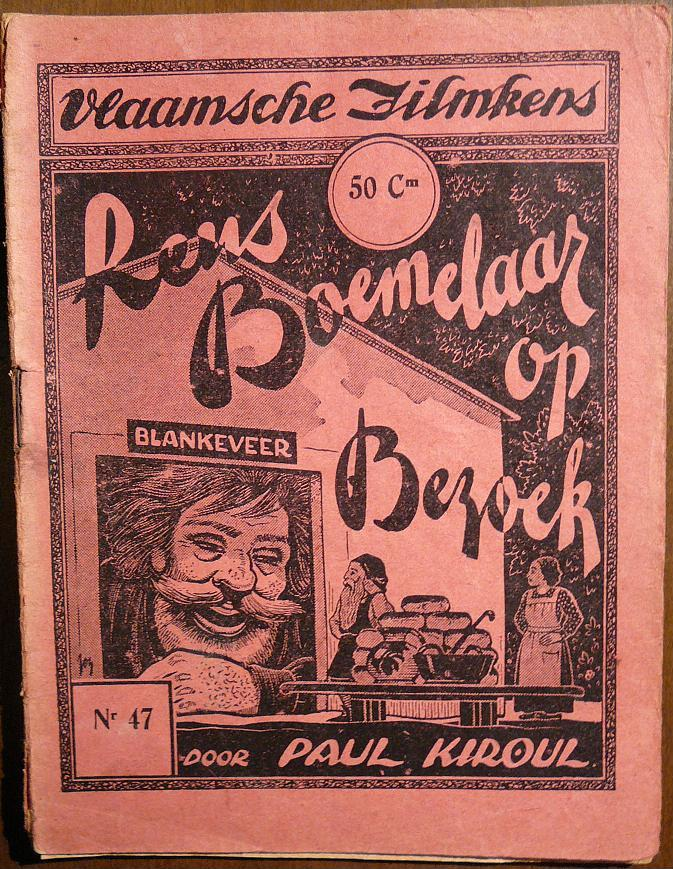
47 Reus Boemelaar op bezoek (1931)

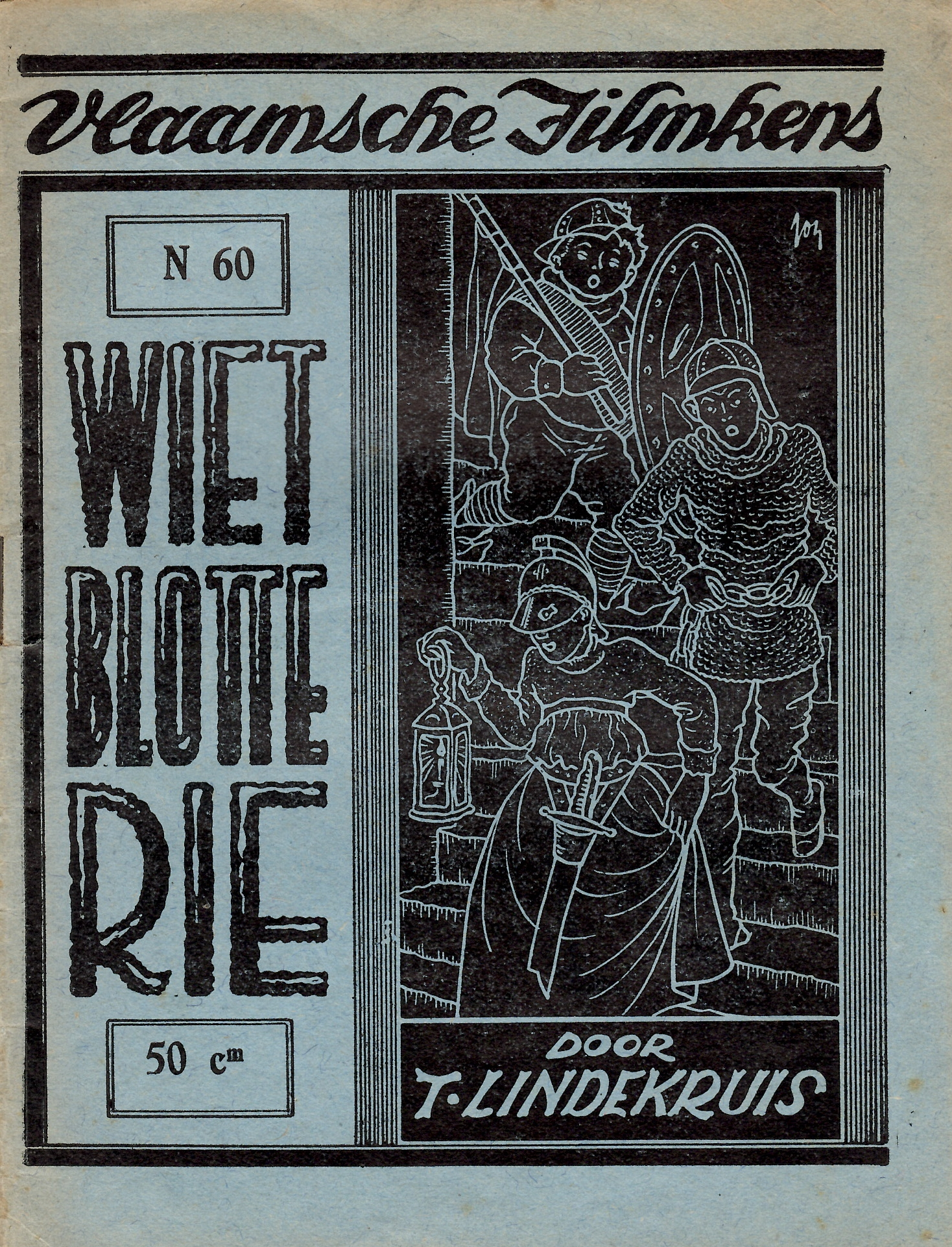
60 Wiet Blotte Rie (1931)

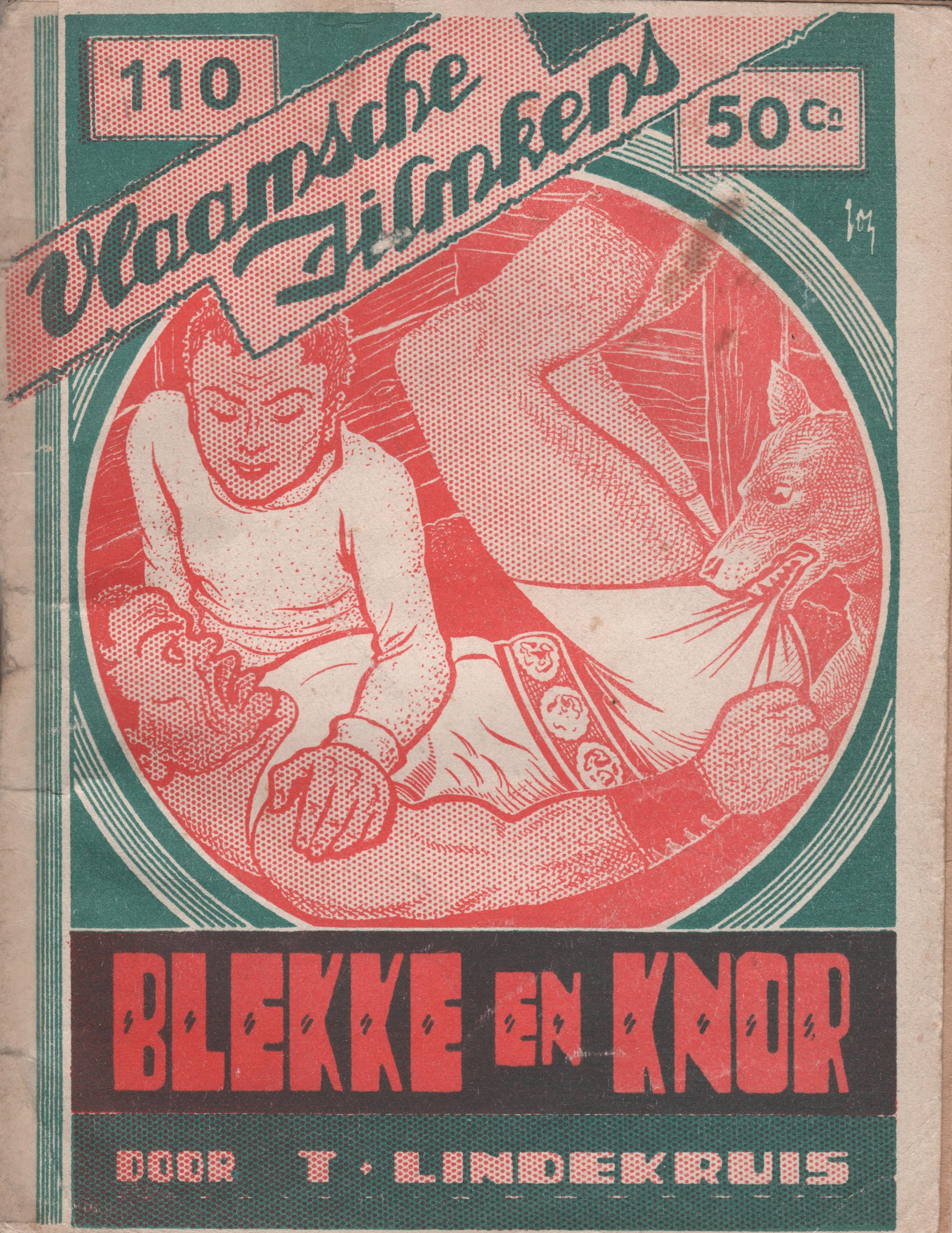
110 Blekke en Knor (1932)

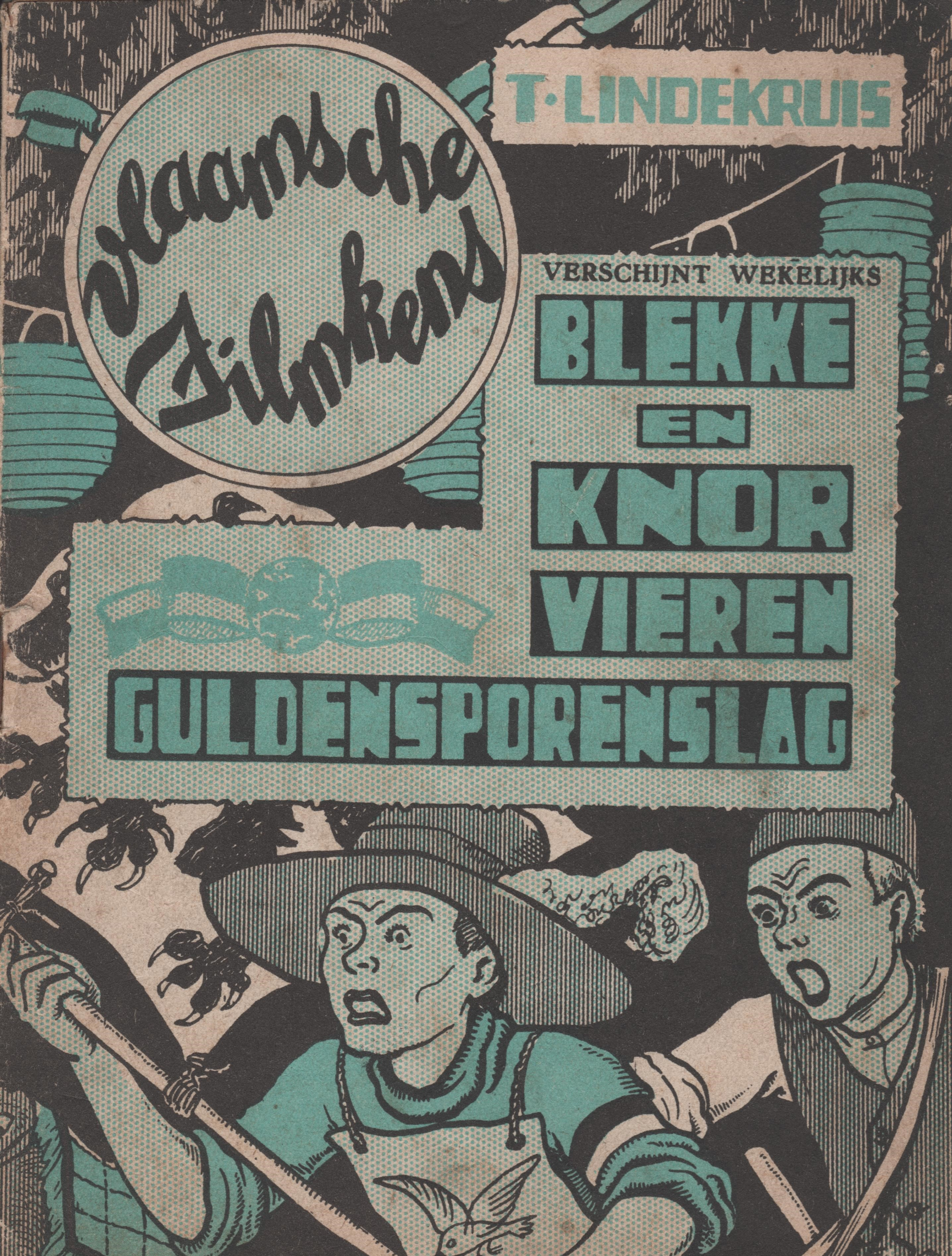
132 Blekke en Knor vieren Guldensporenslag

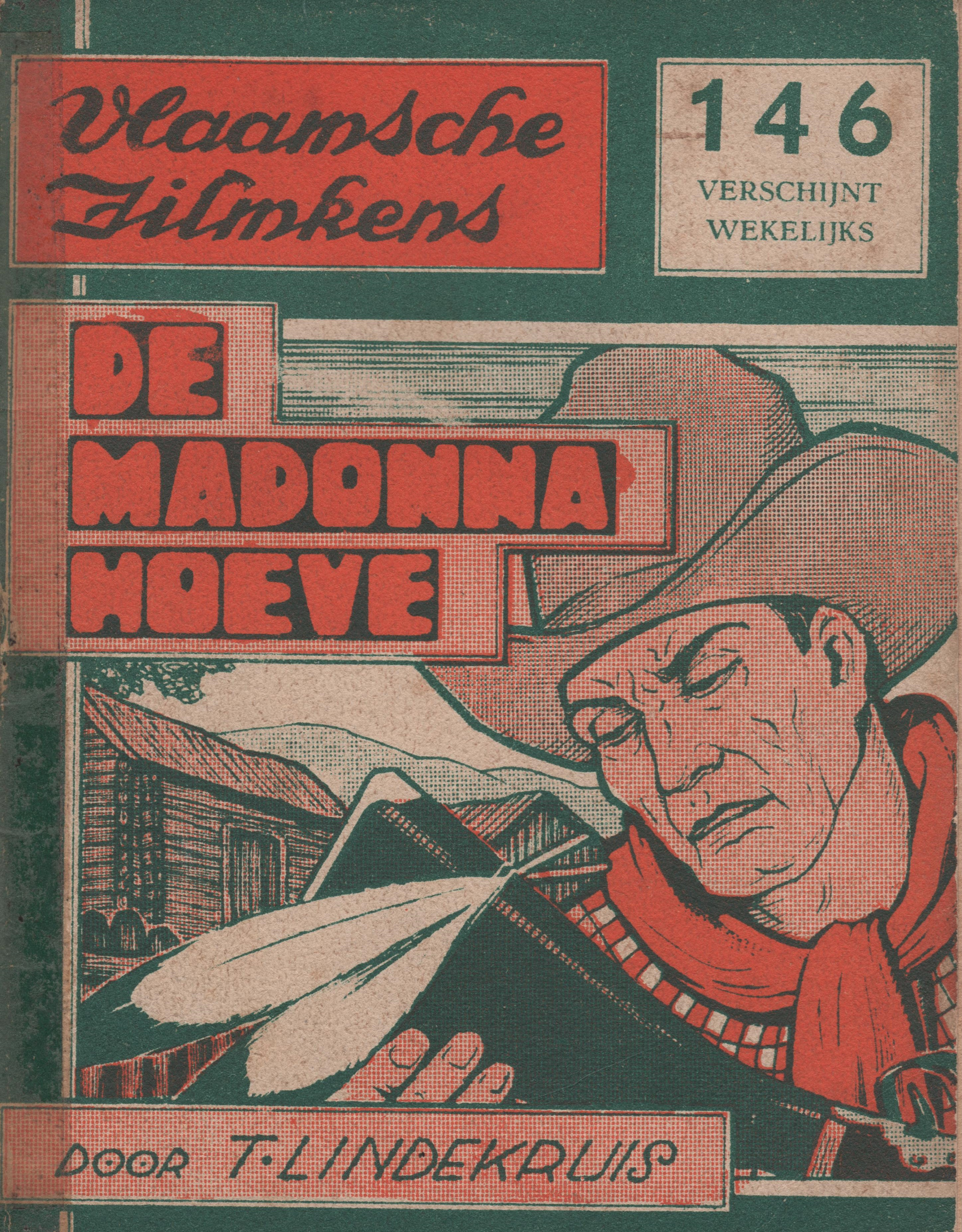
146 De Madonna hoeve (1933)

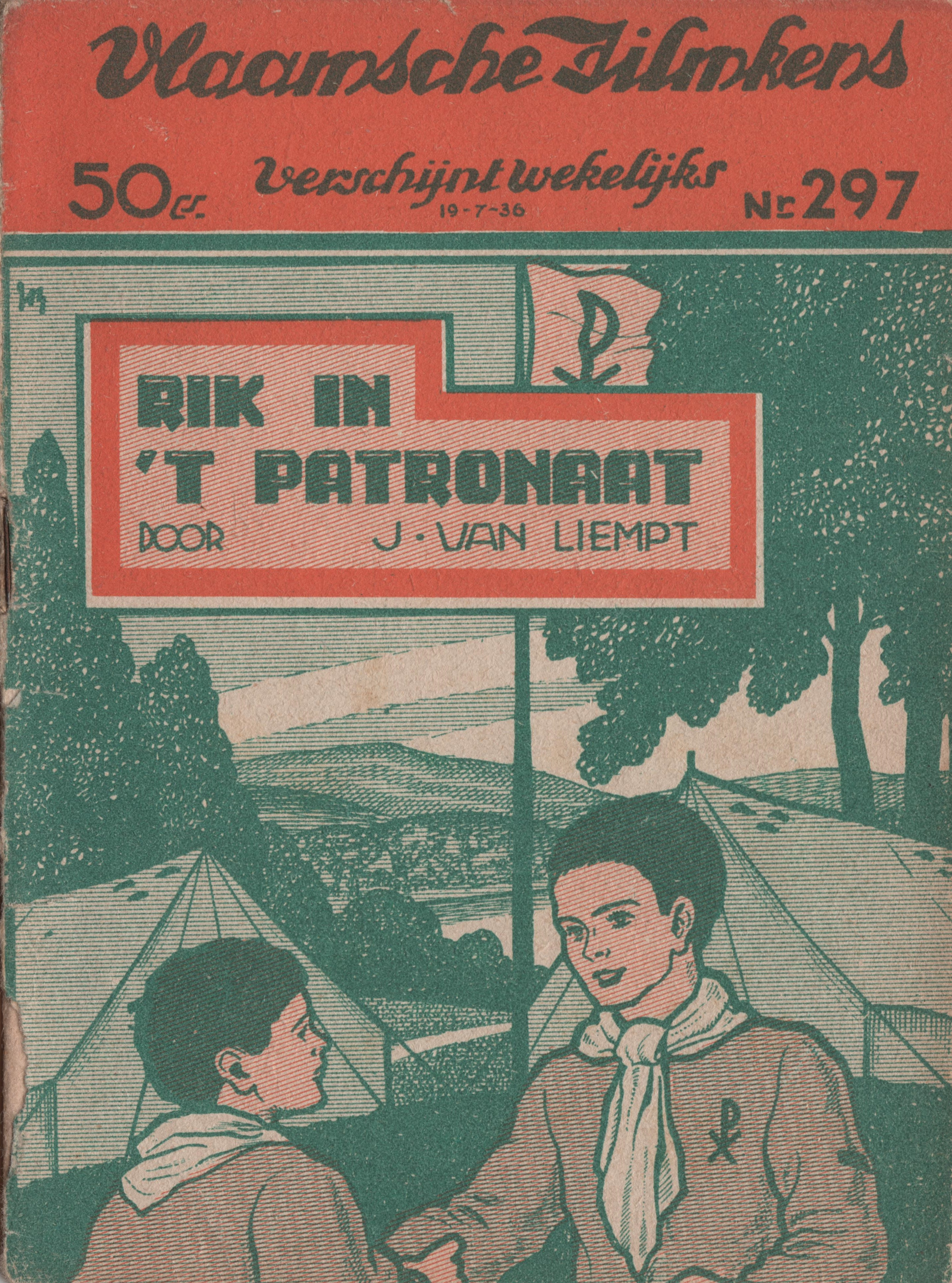
297 Rik in't Patronaat (1936)

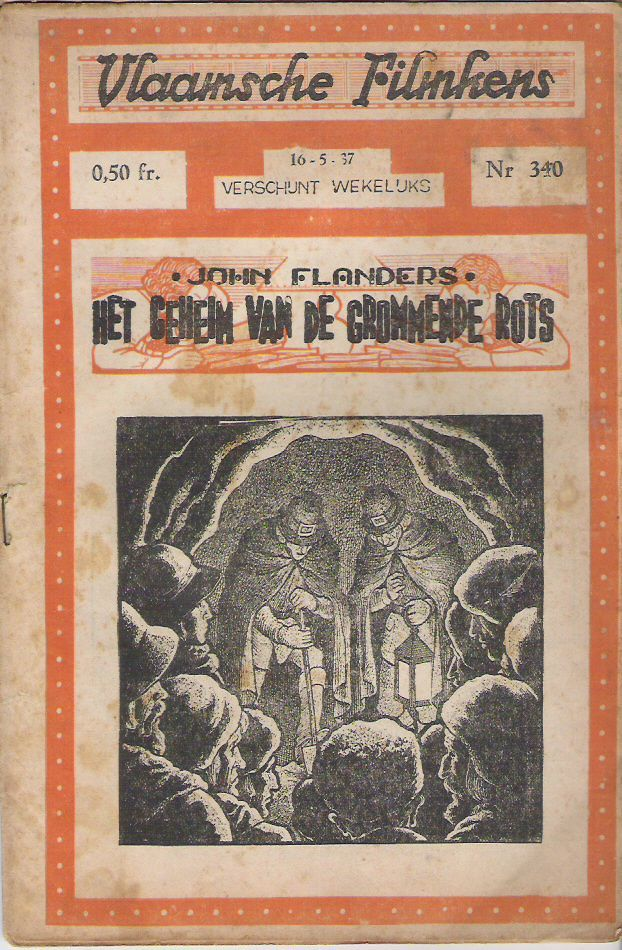
340 Het geheim van de grommende rots (1937)

- 1 - De wondere tocht - Frans Hammenecker (1930)
- 2 - De arme leurdersknaap - Frans Hammenecker (1930)
- 3 - Straffende elfjes - Frans Hammenecker (1930)
- 4 - Prins Ahmed,  die de taal der vogelen verstond - Emiel Van Hemeldonck (1930)
- 5 - Het meisje ontevree - Frans Hammenecker (1930)
- 6 - De jonge zigeunerin - Leo Heibos (1930)
- 7 - Padvinderseer - Frans Hammenecker (1930)
- 8 - De ster, de ster, de blijde ster!  - Frans Hammenecker (1930)
- 9 - Gouverneur Manco en de soldaat met het tooverpaard - Emiel Van Hemeldonck (1931)
- 10 - Prinses of boerenkind - Frans Hammenecker (1931)
- 11 - Een Vlaamsche reus - Frans Hammenecker (1931)
- 12 - De avonturen van den waterdrager - Emiel Van Hemeldonck (1931)
- 13 - Over berg en dal - Frans Hammenecker (1931)
- 14 - De kleine Tyroler en zijn spreeuw - Richard Jaenen (1931)
- 15 - Paulunus - Frans Hammenecker (1931)
- 16 - Het gulden zwaard - Emiel Van Hemeldonck (1931)
- 17 - Zoo'n goeie beste Bob - Fons Janssen (1931)
- 18 - De reis van Sus Van de Velde naar de maan - P. De Schot  (1931)
- 19 - De tooverfluit - A. Deenn (1931)
- 20 - De hardvochtige gravin - Frans Hammenecker (1931)
- 21 - De drie sloebers - (onbekend) (1931)
- 22 - De paaschklokken - Frans Hammenecker (1931)
- 23 - De kinderen van het sneeuwhuis - Jef Van Neteghem (1931)
- 24 - De wonderhoed van Canutus Popken - De Mon (1931)
- 25 - Om de smierels - Frans Hammenecker (1931)
- 26 - Wilde heikneuters - Herman  (1931)
- 27 - De Arabische sterrenwichelaar - Emiel Van Hemeldonck (1931)
- 28 - Het kasteel van Poilvache - Leo Heibos (1931)
- 29 - Reus Alli en dwerg Allo - Leonard  Lehembre (1931)
- 30 - Kinderen van den buiten - Ed. Van Meerbeeck (1931)
- 31 - De vaartkapoenen - Frans Hammenecker (1931)
- 32 - Hoe twee beelden het geheim verklapten - Emiel Van Hemeldonck (1931)
- 33 - Wannes Vinck - Louis  Wachters (1931)
- 34 - De heldendaden van Scharmanteka - Lodewijk Maerevoet (1931)
- 35 - De verborgen schat - Frans Hammenecker (1931)
- 36 - Jonkvrouw Aleydis en de twaalf broeders - Halewijn Van Boxlaer (1931)
- 37 - De late verteller - Richard De Wachter (1931)
- 38 - In de schaduw van den dood - Yo Mismo (1931)
- 39 - Een reisje naar 't sprookjeshof - Edward Jozef  Peeters (1931)
- 40 - Storm op zee - Leo Heibos (1931)
- 41 - Jacob Van Maerlant met verlof - Jan De Clerck (1931)
- 42 - Het vervloekte land - John Flanders (1931)
- 43 - Pittah en de kabouters - Edward Jozef  Peeters (1931)
- 44 - Nand van de koster - Frans Hammenecker (1931)
- 45 - Prins Albinus die mosselen at - El Solitario (1931)
- 46 - 't Geheim van den toren - Jef Scheirs (1931)
- 47 - Reus Boemelaar op bezoek - Edward Jozef  Peeters (1931)
- 48 - Peerken van den waterhoek - Frans Hammenecker (1931)
- 49 - De roofridders van Arendburg - R. Verschueren (1931)
- 50 - De kleine Rembrandt - K. Oldalv (1931)
- 51 - Duimpje 's verrijzenis - Edward Jozef  Peeters (1931)
- 52 - De avonturen van den diamantzoeker - Frans Hammenecker (1931)
- 53 - Zwarte Jan - P. Behrens (1931)
- 54 - 'n Haantje vooruit of de echte vliegsport - Melos  (1931)
- 55 - De vrijheidszon over 't kabouterland - Soror  (1931)
- 56 - Een dapper kind van den buiten - Frans Hammenecker (1931)
- 57 - De belegering van Tatarentop - Jef Van den Brande (1931)
- 58 - De jonge held - Godfried  (1931)
- 59 - Benno de kluizenaar - Edward Jozef  Peeters (1931)
- 60 - Wiet Blotte Rie - Antoon Aarts (1931)
- 61 - De roode draad - Jef Van den Brande (1932)
- 62 - Drie koningen met zijn tweeën - Louis Wachters (1932)
- 63 - De ridder van O.L.Vrouw - Yvonne Waegemans (1932)
- 64 - De Chinees met de blauwe oogen - P.P.B. De Meyer (1932)
- 65 - Voor altaar en haard - Hugo  Guldendaal (1932)
- 66 - De drie wenschen - D. D'Haese (1932)
- 67 - Miolus, de gelaarsde kater - Edward Jozef  Peeters (1932)
- 68 - Rosa van Tannenburg - Ko Flandersen (1932)
- 69 - De slaapmuts - S. Havemans (1932)
- 70 - De twee broeders - Richard  Jaenen (1932)
- 71 - Een Vlaamsche "Robinson Crusoë" - Frans Hammenecker (1932)
- 72 - Het Siberisch meisje - Xavier de Maistre (1932)
- 73 - De geheime gang - J. Geyskens (1932)
- 74 - Blanke helden in 't zwarte land - Frans Van Meerbeeck (1932)
- 75 - Jaakske met zijn fluitje - Staf Bontenakel (1932)
- 76 - De dubbele ramp van Stekske Sul - Hendrik Prijs (1932)
- 77 - Was de Sie 'n held? - De Mon (1932)
- 78 - De jongens van Wapping - John Flanders (1932)
- 79 - De voetbalwedstrijd - G.  Mandelsen (1932)
- 80 - Het vruchtbare vogelnest - Yvonne Waegemans (1932)
- 81 - Fier Margrietje van Leuven - Jozef Simons (1932)
- 82 - Rakkers - R. Verschueren (1932)
- 83 - Moeder Stans - Maria De Lannoy (1932)
- 84 - De vijf blauwe huizen - John  Flanders (1932)
- 85 - De puinen van het waterkasteel - Maurice Bontinck (1932)
- 86 - Moeial - Richard Jaenen (1932)
- 87 - 't Was maar een droom - Louis Wachters (1932)
- 88 - Twaalf stielen, dertien ongelukken - Soror  (1932)
- 89 - Het avontuur van koopman Reinhart - H. Van Tilborg (1932)
- 90 - De drie roovers - Kristiaan  Marcelis (1932)
- 91 - Nerva,  de kleine heiden - J. Bijdekerke (1932)
- 92 - Heintje Bierbuyck op avontuur - Edward Jozef Peeters (1932)
- 93 - De eerste Robinsons der lucht - John Flanders (1932)
- 94 - Wat het hoedje vertelde - Yvonne Waegemans (1932)
- 95 - Het geheim der sterren - J. De Vliet (1932)
- 96 - Limburgsche vertellingen - Dommelscout  (1932)
- 97 - Joannes Bosco - Jef Van den Brande (1932)
- 98 - Hoe Reintje de vos aan zijn einde kwam - Rik Van Roovers (1932)
- 99 - Nachtavontuur - Staf Poorters (1932)
- 100 - Geert en Roosje op zoek naar 't geluk - B. Putteman (1932)
- 101 - De wreker van het slapende dal - John  Flanders (1932)
- 102 - Het nest van de eekhoorns - Kempenzoon  (1932)
- 103 - Djozeken - M. Naert (1932)
- 104 - Kalebaske, koning van de bultkabouters - Michel Bruggeman (1932)
- 105 - Bij Lucifer in dienst - F. Meeuws (1932)
- 106 - Paramartagowron - Ladislas Kerkhove (1932)
- 107 - Sien Kabiel en zijn ring - Edward Jozef Peeters (1932)
- 108 - Uit het leven van den reus - J. Schoenaerts (1932)
- 109 - De zonnekoning van Vlaanderen - Marcel Van den Abeele (1932)
- 110 - Blekke en Knor - Antoon Aarts (1932)
- 111 - Het geheim van de zilveren bok - L. Sterk (1932)
- 112 - Het mirakel - L. Sterk (1932)
- 113 - Het zwarte spook - Kerelskind  (1932)
- 114 - Het wonderei van Steven Vogelzang - Edward Jozef Peeters (1933)
- 115 - Het kasteel van Vianden - Ladislas  Kerkhove (1933)
- 116 - De zoekende reus -  Wies  (1933)
- 117 - Het huis der woeste schaduwen - John Flanders (1933)
- 118 - Van den fellen met den roode baarde - Emiel Van Hemeldonck (1933)
- 119 - Mislukte globetrotters - J. Van Beregem (1933)
- 120 - Genoveva van Brabant - Frans Hammenecker (1933)
- 121 - De zoon van den ruwaard - Michel Bruggeman (1933)
- 122 - De wreede nacht van het slot Huntingdon - John Flanders (1933)
- 123 - De legende van Sint Joris - Fons Janssen (1933)
- 124 - Sukkelaars - Louis  Wachters (1933)
- 125 - Een Vlaamsche martelares - Frans Ramon (1933)
- 126 - Ridder Jan - Ladislas Kerkhove (1933)
- 127 - Op zoek naar zilverdistel - Edward Jozef Peeters (1933)
- 128 - Jantje van den bezembinder - Jozef Simons (1933)
- 129 - Janneke achter den berg - Richard Jaenen (1933)
- 130 - Van Rustem en de dankbare dieren - Jan Walter (1933)
- 131 - De woeste heer van Hageland - Nico Van Vlierbeck (1933)
- 132 - Blekke en Knor vieren Guldensporenslag - Antoon Aarts (1933)
- 133 - De straat der zeven duivels - John Flanders (1933)
- 134 - Petieterken - Juliaan Haest (1933)
- 135 - De wraak van Boudewijn - Leo Heibos (1933)
- 136 - Op den boord van den afgrond - C. Alleweireldt (1933)
- 137 - Lotgevallen van vier Vlaamsche koorzangers - Frans Hammenecker (1933)
- 138 - Van zes leeuwen - Walter (1933)
- 139 - Arnold, de jonge ridder - E. Miel (1933)
- 140 - Heikrabbers - Joris Ratski (1933)
- 141 - Klaasje uit het Duinenland - Jan Van Zeeland (1933)
- 142 - De kleine leurder - Jan Geers (1933)
- 143 - De twee vluchtelingen - Emiel Van Hemeldonck (1933)
- 144 - Jan de beer - Reta Feys (1933)
- 145 - De schoone heldin - Dirk Dorslaer (1933)
- 146 - De Madonna hoeve - Antoon Aarts (1933)
- 147 - Tistje koetsier en 't paard van den duivel - Louis  Wachters (1933)
- 148 - Walewein - Lodewijk Maerevoet (1933)
- 149 - Moedertje - Richard Jaenen (1933)
- 150 - In de vallei der dood - Emiel Van Hemeldonck (1933)
- 151 - Jan die er zeven sloeg - Reta Feys (1933)
- 152 - De legende van Stavoren - W. Olmen (1933)
- 153 - De reis van nonkel Jan - Juliaan Haest (1933)
- 154 - Hoe Pieterken koning werd - Fons Janssen (1933)
- 155 - Hikky,  de otter - John Flanders (1933)
- 156 - Het schip van den dood - Emiel Van Hemeldonck (1933)
- 157 - De heks van Spiekelspade - Emiel Van Hemeldonck (1933)
- 158 - De twee wielrijders - J. Schoenaerts (1933)
- 159 - Bruine kinderroovers - Neele Vanderlaen (1933)
- 160 - Napoleon en de witte vrouw - Emiel Van Hemeldonck (1933)
- 161 - De bewogen reis van Sint Niklaas - Yvonne Waegemans (1933)
- 162 - Karel en de Elegast - Hein Pill (1933)
- 163 - De nieuwe - Richard Jaenen (1933)
- 164 - Tony's kerstgeschenk - Yvonne Waegemans (1933)
- 165 - Brigands of helden - A. Jorissen (1933)
- 166 - Tempest,  de gevreesde; een dierengeschiedenis - John Flanders (1934)
- 167 - De sage van Hertegulden - Herwig Van der Goren (1934)
- 168 - Mane Motte uit het "Duvelshuis" - P.P.B. De Meyer (1934)
- 169 - Sjoerken, pereleer - Scharrie Schors (1934)
- 170 - In den greep van het goud - Leo Van Daele (1934)
- 171 - Kapitein Slutter - Emiel Van Hemeldonck (1934)
- 172 - Juffrouw Fientje - De Mon (1934)
- 173 - Het geheimzinnige bosch - Godelieve  Ovaere (1934)
- 174 - De haardgeest - Lutgardis Van Tarse (1934)
- 175 - Hoe hij vader vond - Emiel Van Hemeldonck (1934)
- 176 - Het hoogfeest van Hans - Staf Koster (1934)
- 177 - De rakkersclub op reis - Louis Wachters (1934)
- 178 - Koene Hendrik of de drossaard van Tongerloo - Aug.  Spruyt (1934)
- 179 - Tistje met zijn kromme beentjes - El Solitario (1934)
- 180 - Jefke, de ruitentikker - P. De Schot  (1934)
- 181 - De geschiedenis van kleine Muck - Herwig Van der Goren (1934)
- 182 - Door welp gered - Ludovic Van Winkel (1934)
- 183 - De onzichtbare - Jan De Clerck (1934)
- 184 - Grootmoeders reis - Jozef Simons (1934)
- 185 - Twee harten en een fokker - W. Bengelmerg (1934)
- 186 - Het goudjaar 1945 - Emiel Van Hemeldonck (1934)
- 187 - De valsche Labakan - Herwig Van der Goren (1934)
- 188 - Kompe en ik + De bedelaar - Hein Pill (1934)
- 189 - Twee broeders - J.C. Van Melum (1934)
- 190 - Het geheim van Dork-Glen - John Flanders (1934)
- 191 - De muizen van bakker Bol - Maria  Rock (1934)
- 192 - Velleken - de Rik (1934)
- 193 - De klauw in de sneeuw - John Flanders (1934)
- 194 - De kaartridder van Heppeneert - Thieu Segers (1934)
- 195 - Brigands of helden - Emiel Van Hemeldonck (1934)
- 196 - Stieneke Kusters en de roovers uit het bezemveld - Thegla  (1934)
- 197 - Op bange wegen - John Flanders (1934)
- 198 - Harde lessen in 't paleis, of prinsesje Nikeni - Gaston Vroome (1934)
- 199 - Het eksternest - Herman (1934)
- 200 - De cirkusjongen - Emiel Van Hemeldonck (1934)
- 201 - Opstand in Zoeloeland - Jef Van Gansen (1934)
- 202 - Het verloren geld - Louis Wachters (1934)
- 203 - Het lied van de Schelde - H. Van der Schelden (1934)
- 204 - Het geheim van den gouden loopkever - Nico Van Vlierbeck (1934)
- 205 - Oorlog in het dierenrijk - Jef Wellens (1934)
- 206 - De schat van Sombreval - Alba (1934)
- 207 - De groote nood van Torrington - John Flanders (1934)
- 208 - Wilde ganzen - Ludovic Van Winkel (1934)
- 209 - Een rare snuiter - Jozef Simons (1934)
- 210 - Het gouden water (1934)
- 211 - 't Heilig pastoorke van Ars - M. Vantwilgenhof (1934)
- 212 - De mislukte tocht - Jan De Clerck (1934)
- 213 - Een droevige Klaasavond - Dries Droessens (1934)
- 214 - Over de grenzen - Jan De Clerck (1934)
- 215 - Het Gilvey-spook - Jaak Langens (1934)
- 216 - Kerstnacht - Emiel Van Hemeldonck (1934)
- 217 - Het raadsel der puinen - John Flanders (1935)
- 218 - De aap in het deftige stadje - Herwig Van der Goren (1935)
- 219 - De kerk van Berkeloo - Johanna E. Cautereele (1935)
- 220 - De booze rechters - John Flanders (1935)
- 221 - De laatste der Lambertino's - Louis Wachters (1935)
- 222 - De gevaarvolle winternacht - John Flanders (1935)
- 223 - Keizer Karel en de vlegel - Geert Van Stas (1935)
- 224 - Koning Albert - Marie Schmitz (1935)
- 225 - Goudelsje - Fons Janssen (1935)
- 226 - Was 't maar toeval? - Louis  Wachters (1935)
- 227 - De wraak van den berggeest - Laurent Peeters (1935)
- 228 - Graaf Hapken en de roofridders - Frans Ramon (1935)
- 229 - De stomme raadsheer - Herwig Van der Goren (1935)
- 230 - Van dwerg Neus - Wilhelm Hauff (1935)
- 231 - De spookmolen in 't woud (1935)
- 232 - De scheepsjongen van Christoffel Columbus - Jef Van den Brande (1935)
- 233 - De gevangenen van Morstanhill - John Flanders (1935)
- 234 - De fopperijen van Heintje Pakvast - Herwig Van der Goren (1935)
- 235 - De avonturen van Sammu,  Jim en Jerry - Hendrik Van Tilburg (1935)
- 236 - De laatste wil van koning Conor - Jos Keersmaecker (1935)
- 237 - Het spook der Fancymijn - John  Flanders (1935)
- 238 - De everzwijnen - E. Van Putten (1935)
- 239 - Hiawatha - Lutgardis Van Tarse (1935)
- 240 - De nachtelijke tocht - John  Flanders (1935)
- 241 - Twaalf uur - S. Bulcke (1935)
- 242 - Naar O.L. Vrouw van Halle om redding - Gr.  Martens (1935)
- 243 - Blije padvinders - L. Geysen (1935)
- 244 - Het stierengevecht - Jozef Simons (1935)
- 245 - De jonge straatroover - John Flanders (1935)
- 246 - Halgar de fiere Vikinger - Herwig (1935)
- 247 - De gele straal - Nicolet (1935)
- 248 - De noodlottige tocht - Edgard Dexters (1935)
- 249 - De H. Bernadette van Lourdes - Ghisleen Martens (1935)
- 250 - De roode Moezel - E. Van Putten (1935)
- 251 - Lourdes - Ghisleen Martens (1935)
- 252 - De droom van de Kruk - J.-F.  Vincx (1935)
- 253 - Brabo en Antigoon - Jef Wellens (1935)
- 254 - De verre tocht - Johanna E.  Kuiper (1935)
- 255 - Robrecht,  de minnezanger - Jef Kempeneers (1935)
- 256 - Koningin Astrid - H. Schuurmans (1935)
- 257 - Een koninklijke moeder - Marie Schmitz (1935)
- 258 - De drie graven van Burkeling - T.V.L.  (1935)
- 259 - Als de kwakkel slaat - J.-F.  Vincx (1935)
- 260 - Don Quichotte - Miguel  de Cervantes Saavedra (1935)
- 261 - Mtumbo - Ed. Van Egdom-Liekens (1935)
- 262 - De kunstenmaker - V. Gijbels (1935)
- 263 - De witte heer - Louis Wachters (1935)
- 264 - Maria Savelli - V. Gijbels (1935)
- 265 - Het leven en de wonderen van Mgr. St. Niklaas - Julienne Puts (1935)
- 266 - De gulle lach van ons volk - J.-F.  Vincx (1935)
- 267 - De vedelaar der Lieve Vrouwe - Francesco  (1935)
- 268 - Kerstvertelling - G.  Ceuneu (1935)
- 269 - 't Kerstfeest in 't hooge Noorden - Louis Wachters (1936)
- 270 - Drie koningen volgden de ster - Louis Wachters (1936)
- 271 - De wreede vergissing - A. Adriaens (1936)
- 272 - De ridder die zes eeuwen sliep - E. Van Putten (1936)
- 273 - Een avontuur op den toren - Fons Jonckbloedt (1936)
- 274 - Avonturen van Jef Mastentop en zijn zuster 't Pladijske - J.M.  (1936)
- 275 - Gevangen op het ijs - R. Floreley (1936)
- 276 - Een drama in de sneeuw - Fred G. (1936)
- 277 - De burcht te Avefer - H.M.  Schmitz (1936)
- 278 - Rouilla aan het kruis - A. Adriaens (1936)
- 279 - Kbembi's doodenrit - Rob Vesters (1936)
- 280 - De geweldige rit van Jim Fly - Fons Janssen (1936)
- 281 - De meteoor heeft pech - Marie Schmitz (1936)
- 282 - De apostel der doofstommen : Abbé de'l'épée - Arthur De Bruyne (1936)
- 283 - Sint Ambrosiusnacht - John Flanders (1936)
- 284 - Driemaal ontsnapt - Marcel Beyne (1936)
- 285 - Tony,  een kranig kereltje - L. De Ridder (1936)
- 286 - In het hartje van Afrika - Dombray  (1936)
- 287 - Pater Damiaan held van Molokai - J.-F.  Vincx (1936)
- 288 - De wreker - Roger Parent (1936)
- 289 - De strijd om den fetisj - Guy  D'Ettincourt (1936)
- 290 - De leerling alchimist - A Scheggia (1936)
- 291 - De goede geest van het gezin - Marjoric  (1936)
- 292 - De reddingbrigade van Felix de kat - F. Bruls (1936)
- 293 - Vrijheid of dood - J. Acobs (1936)
- 294 - De bewogen jeugdjaren van Fikske - V. Gijbels (1936)
- 295 - De verdwenen Japanner - Juul Jottier (1936)
- 296 - De tweede tocht van den sultan - Henk Ericson (1936)
- 297 - Rik in 't patronaat - Joz Van Liempt (1936)
- 298 - Een Vlaamsche jongen in Abessinië - Eugéne  Maréchal (1936)
- 299 - De witte zeehond - Jan Strobbe (1936)
- 300 - In den greep der misdaad - John Flanders (1936)
- 301 - Een Vlaamsche knaap onder den oorlog - Fons Janssen (1936)
- 302 - Rikki-Tikki en de slangen - Ad. De Backer (1936)
- 303 - Guido Gezelle - Alfons  Rijserhove (1936)
- 304 - Gulliver in Lilliput - Leo Hardy (1936)
- 305 - Jan de vrijbuiter - E. Van Putten (1936)
- 306 - Vader,  moeder zult gij eeren - A. Adriaens (1936)
- 307 - Nestje Kermans in het land van den Negus - Eugéne Maréchal (1936)
- 308 - De vondelingen in de abdij - A. Adriaens (1936)
- 309 - Het meesterwerk van Vercignol - Eugéne Maréchal (1936)
- 310 - Vaders dood gewroken - Fons Jonckbloedt (1936)
- 311 - Schuilplaats nummer 23 - E. Van Putten (1936)
- 312 - Gulliver in Brobdingnag - Leo Hardy (1936)
- 313 - De toovenaar van Balderham - John Flanders (1936)
- 314 - Uit de macht der keizerin ontsnapt - Staf Bergen (1936)
- 315 - Het avontuur van de nieuwe Robinsons - Hubert De Rijck (1936)
- 316 - St. Rochus,  de reus van Montpellier - M.  Vantwilgenhof (1936)
- 317 - De koopmanszoon van Bagdad - A. Suykens (1936)
- 318 - 't Betooverd kasteel - Fons Janssen (1936)
- 319 - De kerstwensch - Staf Bergen (1936)
- 320 - De kinderdiefstal - Guy D'Ettincourt (1936)
- 321 - Op verkenning - Dictus Ickx (1937)
- 322 - Het vergeten kindergraf - Dictus Ickx (1937)
- 323 - Nachtelijk avontuur (1937)
- 324 - Avonturen van ver en dichtbij - Maria De Lannoy (1937)
- 325 - Vlamingen, vrij en fier - J.-F.  Vincx (1937)
- 326 - Het treurspel van Affligem - Lukas Pajot (1937)
- 327 - De graftombe van Beni Aros - Dictus Ickx (1937)
- 328 - De laatste totem - Hermes  (1937)
- 329 - Een waterhistorie - Richard Turf (1937)
- 330 - Een groot geheim - Maurits Laska (1937)
- 331 - Frontlijden - Rutra Stuart (1937)
- 332 - Neel Peeg - Hans Holm (1937)
- 333 - Storm op de kust - Dictus Ickx (1937)
- 334 - Weergekeerd - J. van den Wijngaert (1937)
- 335 - Marieke van den houthakker - Dictus Ickx (1937)
- 336 - Brammetje knapt het op - Kamiel Van Baelen (1937)
- 337 - Trip de wezel - Jef Van den Brande (1937)
- 338 - De verloren armband - Dictus Ickx (1937)
- 339 - De kleine vogelroover - Hendrik De Backer (1937)
- 340 - Het geheim van de grommende rots - John Flanders (1937)
- 341 - De zingende vallei - John Flanders (1937)
- 342 - De drie broertjes - Renaat Wielockx (1937)
- 343 - Konjito en de Jos - B. Istvan (1937)
- 344 - De ridder met het gouden masker - Fons Joret (1937)
- 345 - Een moedige redding - Jan Strobbe (1937)
- 346 - Het wondere leven van Roodhart - A.J. De Longie (1937)
- 347 - Dictus de kat - Victor  Claes (1937)
- 348 - Een woelige nacht - Kamiel Van Baelen (1937)
- 349 - Het meesterwerk van Vercignol - Eugéne Maréchal (1937)
- 350 - In 't Hoppeland - Marcel  Decorte (1937)
- 351 - De zwarte jagers - J. Acobs (1937)
- 352 - Hoe Wald een jongen werd - K. Vercruysse (1937)
- 353 - De geheimzinnige Babet Brown - John Flanders (1937)
- 354 - Naar het land der vulkanen - Marcel Dubois (1937)
- 355 - Elk houdt zijn woord - K. Hertshege (1937)
- 356 - Het wrak met het goud - E.H. Raeymaekers (1937)
- 357 - Het geheim van den onderaardschen kerker - Bortren  (1937)
- 358 - Het geheim van den boschkanter - V. Teerlynck (1937)
- 359 - Tusschen het riet van den vijver - Dictus Ickx (1937)
- 360 - De Baskische jongen - Eugéne  Maréchal (1937)
- 361 - Ver weg van de Spaansche hel - Eugéne  Maréchal (1937)
- 362 - Uit de ellende verlost - George  Ruts (1937)
- 363 - Het avontuur van Missi - John Flanders (1937)
- 364 - Een bende moordenaars - K. Baeyens (1937)
- 365 - Op eigen beenen - Kamiel Van Baelen (1937)
- 366 - Cully het konijntje - Jan Strobbe (1937)
- 367 - Kind van de bergen - Kamiel Van Baelen (1937)
- 368 - De fee in het bosch - Jan Vercammen (1937)
- 369 - De gezusters Breikous en de zwarte kat - Eugéne Maréchal (1937)
- 370 - Verloren in Japan - Eugéne Maréchal (1937)
- 371 - Het kerstfeest van den zwerver - J. Acobs (1937)
- 372 - Godelieveke en haar duifjes - A.J. De Longie (1937)
- 373 - Ridder Erard en Ermangardis - Edward Wollants (1938)
- 374 - De burcht van Chévremont - Jef Kempeneers (1938)
- 375 - Peter, Pol en Pukkie - Robert Van Passen (1938)
- 376 - De gekende spekschieter - Scharrie Schors (1938)
- 377 - De pruimenprijs van Kobeke Crol - Hendrik  De Backer (1938)
- 378 - De melaatse abt van St. Albans - John  Flanders (1938)
- 379 - Wilhelm Tell - Alfi  Berenska (1938)
- 380 - De smartvolle jeugd van een ontdekkingsreiziger,  Henri Stanley - Eugéne  Maréchal (1938)
- 381 - Zaza en de wonderlamp - Kamiel Van Baelen (1938)
- 382 - De vlucht van Kalom - Dictus Ickx (1938)
- 383 - Ontrukt aan het schavot - Staf Bergen (1938)
- 384 - Uilenspiegel in Rijnland - Nico Van Vlierbeck (1938)
- 385 - Het gestolen kind - Hubert De Rijck (1938)
- 386 - De knullen van Jan Praet - Kaproen  (1938)
- 387 - Japie Visser - Koenraad  Groot (1938)
- 388 - Hoera! De keizer komt! - Jan Stroobants (1938)
- 389 - In den tijd der patriotten - Bert  Devolder (1938)
- 390 - Achtervolgd door woedende honden - Dictus Ickx (1938)
- 391 - In den langen poolnacht - John  Flanders (1938)
- 392 - De landlooper - Bertiko  (1938)
- 393 - In het land der verschrikkingen - Eugéne Maréchal (1938)
- 394 - De man uit de autogyro - Marcel Hunninck (1938)
- 395 - Moedertje twee - Nessi Rog  D'Ettincourt (1938)
- 396 - De verdwenen erfgenaam - L. Sterk (1938)
- 397 - 't Zegevierend kruis - Henk Ericson (1938)
- 398 - Als de poesta roept - Marcel Hunninck (1938)
- 399 - De witte vrouw - Emiel Van den Broeck (1938)
- 400 - De wraak van Zwartrok - Isidoor Van Nuffelen (1938)
- 401 - Gilberta - Verana  (1938)
- 402 - Hulp in den nood - R. De Pauw (1938)
- 403 - De avonturen van mijn grootvader - Jef Wellens (1938)
- 404 - Het geheim van het oude kasteel - Tante Luus  (1938)
- 405 - De schat van Souraya - Eugéne  Maréchal (1938)
- 406 - De wees van Aragon - J.M. Moulinasse (1938)
- 407 - Michka, de jonge huzaar - N. Belina-Podgaetsky (1938)
- 408 - Met een raket naar de maan - Marcel Hunninck (1938)
- 409 - De wraak van den wildstrooper - Marcel Talloen (1938)
- 410 - De moed van freule Isolde - Rick  (1938)
- 411 - Vier soldaten in een molen - Oscar Burnifle (1938)
- 412 - Hoe Zingende Vogel zendeling werd - Isidoor Van Nuffelen (1938)
- 413 - Perrico of kleine Piet - Fons Joinville (1938)
- 414 - Het vaandel van de huzaren - N. Belina-Podgaetsky (1938)
- 415 - De Christenen voor de leeuwen - Frans Zeegers (1938)
- 416 - Gered uit de mijnen van Siberië - Rick  (1938)
- 417 - Naar New-York gezonden - Willy  Roger (1938)
- 418 - Het raadselachtige avontuur - John  Flanders (1938)
- 419 - De wraak der Indianen - Rick  (1938)
- 420 - Michka in het spookkasteel - N. Belina-Podgaetsky (1938)
- 421 - Het tragische noodlot der Ellington's - Myriam  (1938)
- 422 - De laatste Triton - John Flanders (1938)
- 423 - De Hongertoren - Lodewijk Ramsee (1938)
- 424 - De strooper - M. Wils (1938)
- 425 - Michka,  krijgsgevangene - N. Belina-Podgaetsky (1939)
- 426 - Het belachelijke avontuur - Rick  (1939)
- 427 - Foetsji, de nar - Marcel  Dubois (1939)
- 428 - Geheim agent P.R.55 - N. Belina-Podgaetsky (1939)
- 429 - Aan den elektrischen stoel ontsnapt - John Flanders (1939)
- 430 - Marus Kwinkel - Louis Wachters (1939)
- 431 - Het kruis in de wildernis - Hendrik  De Backer (1939)
- 432 - De nachtelijke verkenners - N. Belina-Podgaetsky (1939)
- 433 - De onzichtbare leeraar - John  Flanders (1939)
- 434 - Z.H. Paus Pius XI (1939)
- 435 - Het geheimzinnig dokument - N. Belina-Podgaetsky (1939)
- 436 - De vos van Evansfield - Jan Strobbe (1939)
- 437 - Vovka,  de kleine beiaardier - N. Belina-Podgaetsky (1939)
- 438 - Henk en de circuskoning - Albert Lenaerts (1939)
- 439 - Piet de weesjongen - Felix Tengrootenhuysen (1939)
- 440 - Der Nazi - Karel Wentein (1939)
- 441 - Het spook van den heikant - Marcel  Dubois (1939)
- 442 - Levend begraven - A.B.C.W.  (1939)
- 443 - Het geheim van den jongen Indiër - Albert Lenaerts (1939)
- 444 - Curtis bij de roodhuiden I - John Flanders (1939)
- 445 - Curtis bij de roodhuiden - John Flanders (1939)
- 446 - Het verminkte standbeeld - John Flanders (1939)
- 447 - Chourinette of het Russisch kostschoolmeisje - Eugéne  Maréchal (1939)
- 448 - Roeland - Geert Van Stas (1939)
- 449 - De Simoen - Eddy Warlants (1939)
- 450 - Het vreemde jong - Verana  (1939)
- 451 - De schrik van Costa-Rica - Marcel Hunninck (1939)
- 452 - Rik, de misdienaar - A.D.  (1939)
- 453 - Het hoogste offer - Jef Van der Boeren (1939)
- 454 - Amon tegen Aton - Guy  D'Ettincourt (1939)
- 455 - Het oog in den nacht - John Flanders (1939)
- 456 - Het schrikbewind - Urbaan Theyskens (1939)
- 457 - Sierra Nevada 1967! - Marcel Hunninck (1939)
- 458 - De landlooper - Tiko (1939)
- 459 - De zigeuner - Felix Tengrootenhuysen (1939)
- 460 - Het gebroken zwaard - Berten  (1939)
- 461 - Ida, detective - Marcel Hunninck (1939)
- 462 - Avonturen van een ontdekkingsreiziger - Leo Heylandt (1939)
- 463 - De legende van de zeven slapers (1939)
- 464 - Drie schavuiten - M. Theyskens (1939)
- 465 - Het roode maantje - John  Flanders (1939)
- 466 - De aanhouder wint - Marie Helene  (1939)
- 467 - Mitrailleuse jack - Karel Wentein (1939)
- 468 - Het plan van Lucky Jim - John Flanders (1939)
- 469 - De Thalis verdwenen - John Flanders (1939)
- 470 - De Pegger - Victor Claes (1939)
- 471 - Avonturen in het oerwoud - A. Blom (1939)
- 472 - Het zonderlinge spook - F. Dierckx (1939)
- 473 - De vlucht over de oceaan - F. Van Nerom (1939)
- 474 - Master Foggs zit in angst - Rick  (1939)
- 475 - Reinhildeke's Kerstmis - Victor Claes (1939)
- 476 - Een kindeke is geboren! - R. Roelants (1939)
- 477 - Het lied van den Hang-Ho - John Flanders (1939)
- 478 - Het kruis overwint - Jan D'Hondt (1940)
- 479 - De bende van het Hageland - Leopold Van Horn (1940)
- 480 - Bonneke Vink wordt koereur - Victor  Claes (1940)
- 481 - De haat van een roover - Leeuwin Der Lindenlaan (1940)
- 482 - Ontvlucht - Felix Tengrootenhuysen (1940)
- 483 - Het verdwenen document - L. Van Harm (1940)
- 484 - Koei-Huuërs - Victor  Claes (1940)
- 485 - Groote Klaas en kleine Klaas - Madeleine  (1940)
- 486 - Tchang's sluwheid gestraft I - Eric Blue (1940)
- 487 - Tchang's sluwheid gestraft II - Eric Blue (1940)
- 488 - Ergens te velde - Tircov-Lasce  (1940)
- 489 - De zingende Lorejassen - Seppe Van Bievelde (1940)
- 490 - Gangsters op het college - Marcel Hunninck (1940)
- 491 - Een nacht bij Blauwbaard - Constance  Vilma (1940)
- 492 - De kleine communist - J.D.  (1940)
- 493 - De gierigaard - Victor Claes (1940)
- 494 - De schimmen van het woud - N. Belina-Podgaetsky (1940)
- 495 - In één nacht - Frans Van der Palen (1940)
- 496 - Water en wind - Victor  Claes (1940)
- 497 - Een angstig avontuur - J. Bijdekerke (1940)
- 498 - Michel Strogoff - Jules Verne (1940)
- 499 - De postkoetsoverval - U. De Wachter (1940)
- 500 - Blinde Anny - Victor Claes (1940)
- 501 - De licht-blauwe auto - Victor Claes (1940)
- 502 - Mijnramp - Victor Claes (1940)
- 503 - Klein maar dapper - Vicky Marthal (1940)
- 504 - Het duivelseiland - Rik Puttemans (1940)
- 505 - Het geheimzinnige beeld - Vicky Marthal (1940)
- 506 - De zwarte brigade - Luc Verbist (1940)
- 507 - Blanke Hinde - Victor Claes (1940)
- 508 - De post van Zilverbaai - Maria De Lannoy (1940)
- 509 - Meester Snor speelt detektive - Leen Van Marcke (1940)
- 510 - De zonderlinge brief - Vicky Marthal (1940)
- 511 - Kampioen - Victor  Claes (1941)
- 512 - De avonturen van Fik en Rik - Leen Van Marcke (1941)
- 513 - Het houten borstkruis - C. Lodo (1941)
- 514 - Fik en Rik in New-York - Leen Van Marcke (1941)
- 515 - De smid van Steindorf - Victor Claes (1941)
- 516 - Instituut Krekelenberg - Maria De Lannoy (1941)
- 517 - Fik en Rik bij de Indianen - Leen Van Marcke (1941)
- 518 - Op leven en dood - Victor  Claes (1941)
- 519 - De betooverde ring - C. Lodo (1941)
- 520 - Fik en Rik bij de cowboys - Leen Van Marcke (1941)
- 521 - Sportieve mannen - Maria De Lannoy (1941)
- 522 - Fik en Rik naar filmland - Leen Van Marcke (1941)
- 523 - De vergiftigde kinderflesch - C. Lodo (1941)
- 524 - Een bewogen kampeerpartij - Leen Van Marcke (1941)
- 525 - Op den top van den aardbol - Maria De Lannoy (1941)
- 526 - Edel Hart - C. Lodo (1941)
- 527 - De hond van de Janson-farm - Victor Claes (1941)
- 528 - De zwarte jonker - Leen Van Marcke (1941)
- 529 - Wouter laat niet los - Maria De Lannoy (1941)
- 530 - De ontvoering - Leen Van Marcke (1941)
- 531 - Het geschaakte kind - C. Lodo (1941)
- 532 - Een rechterlijke dwaling - Leen Van Marcke (1941)
- 533 - De erfgenamen van Iepenhof - Maria De Lannoy (1941)
- 534 - De misdadige neef - Leen Van Marcke (1941)
- 535 - De duivelskolk - Maria De Lannoy (1941)
- 536 - Treinridders - Leen Van Marcke (1941)
- 537 - Genoveva van Brabant - C. Lodo (1941)
- 538 - De strijd om de farm - Leen Van Marcke (1941)
- 539 - Een rustige vacantie - Maria De Lannoy (1941)
- 540 - Het zonderlinge vraagstuk - Leen Van Marcke (1941)
- 541 - Lamme Laura - Broederhaat - C. Lodo (1941)
- 542 - De gezellen van het zwarte vierkant - Leen Van Marcke (1941)
- 543 - De kleine beeldhouwer - Maria De Lannoy (1941)
- 544 - Een vlugge vangst - Leen Van Marcke (1941)
- 545 - Lamme Laura - Gelouterde misdaad - C. Lodo (1941)
- 546 - Joe brengt licht - Leen Van Marcke (1941)
- 547 - Lamme Laura - De verre tocht - C. Lodo (1941)
- 548 - Wie vindt den lord? - Leen Van Marcke (1941)
- 549 - Op het speurderspad - Maria De Lannoy (1941)
- 550 - Het nest aan de duivelstafel - Leen Van Marcke (1941)
- 551 - Vaders geheim - Maria De Lannoy (1941)
- 552 - De documentenjacht - Leen Van Marcke (1941)
- 553 - De kinderkruistocht - Peltenaar  (1941)
- 554 - De vervloekte diamant - Leen Van Marcke (1941)
- 555 - Pieter Fardé; De slaaf van Soera Belijn - C. Lodo (1941)
- 556 - De vuurvogel - Leen Van Marcke (1941)
- 557 - Het amulet - Maria De Lannoy (1941)
- 558 - Het verdwenen halssnoer - Josom  (1941)
- 559 - De sneeuw, die  verried - Leen Van Marcke (1941)
- 560 - Pieter Fardé; De eenzaat van de zeerots - C. Lodo (1941)
- 561 - Het geheimzinnige schot - Leen Van Marcke (1941)
- 562 - Kerstmis in het woud - C. Lodo (1941)
- 563 - Een bewogen verjaardag - Leen Van Marcke (1942)
- 564 - Knobbelsuske - J.-F.  Vincx (1942)
- 565 - De bloeddorstige prairiewolf - Leen Van Marcke (1942)
- 566 - De duivelsbank - Josom (1942)
- 567 - Geheime opdracht - Maria De Lannoy (1942)
- 568 - De moeder van den bokkenrijder - C. Lodo (1942)
- 569 - De zaak der zilvermijn - Leen Van Marcke (1942)
- 570 - De purperen zeeschuimer - Josom  (1942)
- 571 - Jef Schroevers zoekt zijn vriend - Rosa Collina (1942)
- 572 - Singa, het dappere boschdwergje - C. Lodo (1942)
- 573 - Hoe,  van waar en door wien? - Leen Van Marcke (1942)
- 574 - Het vreemde testament - Rosa Collina (1942)
- 575 - Het drama aan het meer - Leen Van Marcke (1942)
- 576 - Dora reist in het onbekende - Tina Van Straaten (1942)
- 577 - Wie doodde Chuan? - Leen Van Marcke (1942)
- 578 - De zoon van den bezembinder - Victor  Claes (1942)
- 579 - Om tienduizend dollar - Leen Van Marcke (1942)
- 580 - De valschmunters - Rosa Collina (1942)
- 581 - De geheimzinnige kast - Leen Van Marcke (1942)
- 582 - Dora zoekt een dief - Tina Van Straaten (1942)
- 583 - Rakkers - F.V. Bettes (1942)
- 584 - Het "masker" ontmaskerd - Leen Van Marcke (1942)
- 585 - Voor middernacht - Rosa Collina (1942)
- 586 - De drijvende doodskist - Josom  (1942)
- 587 - Door een slapeloozen nacht - Leen Van Marcke (1942)
- 588 - De wreede belofte (1) : Vergeet uw moeder - C. Lodo (1942)
- 589 - Dora beleeft een tragische grap - Tina Van Straaten (1942)
- 590 - De wreede belofte (2) : Een doode die leeft - C. Lodo (1942)
- 591 - De zilveren roos - Leen Van Marcke (1942)
- 592 - De wreede belofte (3) : Strijd om een kind - C. Lodo (1942)
- 593 - De strijd om de koehoorn-ranch - Isa Bell (1942)
- 594 - De verloren ontsteker - Leen Van Marcke (1942)
- 595 - Dora en de "kwade hoeve" - Tina Van Straaten (1942)
- 596 - Een bestuurder in het gedrang - Leen Van Marcke (1942)
- 597 - De wonderbril - J.-F.  Vincx (1942)
- 598 - Lowie, de negerhoofdman (1942)
- 599 - Paniek op de farm - Leen Van Marcke (1942)
- 600 - De overwinnaar - Rosa Collina (1942)
- 601 - Het verborgen schilderijke - C. Lodo (1942)
- 602 - Dora en het verdwenen juweel - Tina Van Straaten (1942)
- 603 - De kleine fout - Leen Van Marcke (1942)
- 604 - Pioniers van het verre westen - Isa Bell (1942)
- 605 - Joe speelt detectief - Leen Van Marcke (1942)
- 606 - De kapel op de heide - Mia Van Roy (1942)
- 607 - Koppige Sus - C. Lodo (1942)
- 608 - Het korte leven van Joke Vod - Tina Van Straaten (1942)
- 609 - De foto bracht het uit - Leen Van Marcke (1942)
- 610 - De geheimzinnige stem - Rosa Collina (1942)
- 611 - De postroovers van de wolvenkloof - Isa Bell (1942)
- 612 - Het eiland der verschrikkingen - Josom  (1942)
- 613 - Kam en Ketting - C. Lodo (1942)
- 614 - Joe ziet klaar - Leen Van Marcke (1942)